# Siphlonurus muchei
Siphlonurus muchei is een haft uit de familie Siphlonuridae. De wetenschappelijke naam van de soort is voor het eerst geldig gepubliceerd in 1983 door Braasch.
De soort komt voor in het Palearctisch gebied.